# Saint-Agnan (Yonne)
Pour les articles homonymes, voir Saint-Agnan.
Saint-Agnan est une commune française située dans le département de l'Yonne en région Bourgogne-Franche-Comté.
Ses habitants sont appelés les Agnanais.

## Géographie
Au carrefour de la Route Départementale 103 et de la Route Départementale 37, Saint-Agnan dans l'Yonne, est située en limite de département avec la Seine-et-Marne, au sud-est de Paris et de Montereau-Fault-Yonne, au nord-ouest de Sens. Le territoire fait partie du plateau du Gâtinais.
Le village ancien est accroché au flanc ouest d'un éperon calcaire abrupt avec son église du XVIIe siècle et ses vieilles maisons. Le bourg s'est étendu le long des chemins vicinaux et il s'étage de 99 à 153,6 mètres ; il comprend neuf hameaux : Aigremont, Le Chaudron (partagé avec la commune de Villeneuve la Guyard), Montbéon (146 m), Le Loupier (156 m), La Loge (133 m), Le Puits Quantin (147 m), Le Bois Joli, Le Grand Boulin (125 m), La Haie au Roi (150 m, et partagé avec la commune de Diant en Seine-et-Marne).

### Climat
Pour des articles plus généraux, voir Climat de la Bourgogne-Franche-Comté et Climat de l'Yonne.
En 2010, le climat de la commune est de type climat océanique dégradé des plaines du Centre et du Nord, selon une étude du Centre national de la recherche scientifique s'appuyant sur une série de données couvrant la période 1971-2000. En 2020, Météo-France publie une typologie des climats de la France métropolitaine dans laquelle la commune est exposée à un climat océanique altéré et est dans la région climatique  Nord-est du bassin Parisien, caractérisée par un ensoleillement médiocre, une pluviométrie moyenne régulièrement répartie au cours de l’année et un hiver froid (3 °C). 
Pour la période 1971-2000, la température annuelle moyenne est de 10,9 °C, avec une amplitude thermique annuelle de 15,4 °C. Le cumul annuel moyen de précipitations est de 724 mm, avec 11,7 jours de précipitations en janvier et 7,7 jours en juillet. Pour la période 1991-2020, la température moyenne annuelle observée sur la station météorologique de Météo-France la plus proche, « La Brosse-Mx », sur la commune de La Brosse-Montceaux à 5 km à vol d'oiseau, est de 12,0 °C et le cumul annuel moyen de précipitations est de 652,9 mm. 
La température maximale relevée sur cette station est de 42,9 °C, atteinte le 25 juillet 2019 ; la température minimale est de −20,5 °C, atteinte le 17 janvier 1985,,. 
Les paramètres climatiques de la commune ont été estimés pour le milieu du siècle (2041-2070) selon différents scénarios d'émission de gaz à effet de serre à partir des nouvelles projections climatiques de référence DRIAS-2020. Ils sont consultables sur un site dédié publié par Météo-France en novembre 2022.

## Urbanisme

### Typologie
Au 1er janvier 2024, Saint-Agnan est catégorisée commune rurale à habitat dispersé, selon la nouvelle grille communale de densité à sept niveaux définie par l'Insee en 2022.
Elle est située hors unité urbaine. Par ailleurs la commune fait partie de l'aire d'attraction de Paris, dont elle est une commune de la couronne,. Cette aire regroupe 1 929 communes,.

### Occupation des sols
L'occupation des sols de la commune, telle qu'elle ressort de la base de données européenne d’occupation biophysique des sols Corine Land Cover (CLC), est marquée par l'importance des territoires agricoles (69,8 % en 2018), une proportion sensiblement équivalente à celle de 1990 (70,1 %). La répartition détaillée en 2018 est la suivante : 
terres arables (67,4 %), forêts (26 %), zones urbanisées (4,2 %), zones agricoles hétérogènes (2,4 %). L'évolution de l’occupation des sols de la commune et de ses infrastructures peut être observée sur les différentes représentations cartographiques du territoire : la carte de Cassini (XVIIIe siècle), la carte d'état-major (1820-1866) et les cartes ou photos aériennes de l'IGN pour la période actuelle (1950 à aujourd'hui).

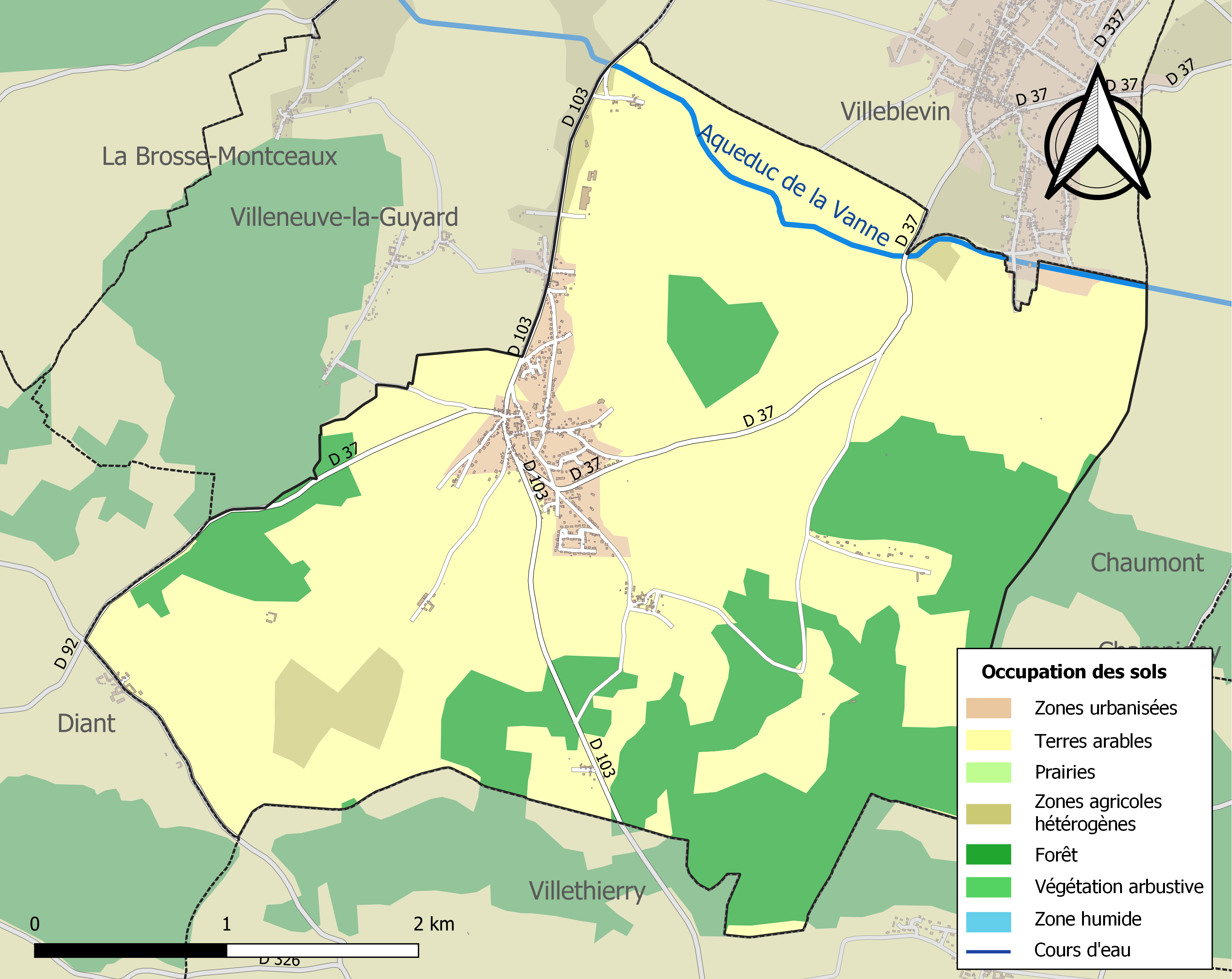
Carte des infrastructures et de l'occupation des sols de la commune en 2018 (CLC).

## Politique et administration
|      |      | Liste des maires successifs |         |
| ---- | ---- | --------------------------- | ------- |
| 1965 | 1983 | CHEVALIER                   | Lucien  |
| 1983 | 1989 | GODE                        | Maurice |
| 1989 | 1990 | JOBIN                       | Maurice |
| 1990 | 1993 | ROUSSEL                     | Michel  |
| 1993 | 1995 | PETIT                       | Gilles  |
| 1995 | 2020 | MARREC                      | Pierre  |

## Démographie
L'évolution du nombre d'habitants est connue à travers les recensements de la population effectués dans la commune depuis 1793. Pour les communes de moins de 10 000 habitants, une enquête de recensement portant sur toute la population est réalisée tous les cinq ans, les populations de référence des années intermédiaires étant quant à elles estimées par interpolation ou extrapolation. Pour la commune, le premier recensement exhaustif entrant dans le cadre du nouveau dispositif a été réalisé en 2008.

En 2022, la commune comptait 934 habitants, en évolution de −1,89 % par rapport à 2016 (Yonne : −1,95 %, France hors Mayotte : +2,11 %).
| 1793 | 1800 | 1806 | 1821 | 1831 | 1836 | 1841 | 1846 | 1851 |
| ---- | ---- | ---- | ---- | ---- | ---- | ---- | ---- | ---- |
| 281  | 280  | 282  | 267  | 323  | 317  | 338  | 348  | 353  |

| 1856 | 1861 | 1866 | 1872 | 1876 | 1881 | 1886 | 1891 | 1896 |
| ---- | ---- | ---- | ---- | ---- | ---- | ---- | ---- | ---- |
| 355  | 358  | 347  | 331  | 318  | 286  | 288  | 271  | 269  |

| 1901 | 1906 | 1911 | 1921 | 1926 | 1931 | 1936 | 1946 | 1954 |
| ---- | ---- | ---- | ---- | ---- | ---- | ---- | ---- | ---- |
| 243  | 212  | 195  | 232  | 251  | 221  | 229  | 212  | 166  |

| 1962 | 1968 | 1975 | 1982 | 1990 | 1999 | 2006 | 2008 | 2013 |
| ---- | ---- | ---- | ---- | ---- | ---- | ---- | ---- | ---- |
| 190  | 179  | 208  | 331  | 727  | 774  | 879  | 908  | 953  |

| 2018 | 2022 | - | - | - | - | - | - | - |
| ---- | ---- | - | - | - | - | - | - | - |
| 950  | 934  | - | - | - | - | - | - | - |

## Culture locale et patrimoine

### Lieux et monuments
Le village ancien est accroché au flanc ouest d'un éperon calcaire abrupt avec son église du XVIIe siècle et ses vieilles maisons.

### Personnalités liées à la commune
- Edmond Neukomm (1840-1902), écrivain et musicographe français, y est mort.

### Héraldique
| Blason de Saint-Agnan | Blason  | Tiercé en pairle : au 1er de gueules à un crosseron d'argent, au 2e d'azur à une grappe de raisin tigée et feuillée de deux pièces d'or, au 3e d'or à un chêne feuillé de sinople, fûté et englanté de tenné ; au filet en pairle d'argent brochant sur la partition. |
| Blason de Saint-Agnan | Détails | Le statut officiel du blason reste à déterminer. |